# Zeuxidia anaxilla
Zeuxidia anaxilla är en fjärilsart som beskrevs av Hans Fruhstorfer 1911. Zeuxidia anaxilla ingår i släktet Zeuxidia och familjen praktfjärilar. Inga underarter finns listade i Catalogue of Life.